# Lokkasaari (ö, lat 61,92, long 27,04)
Lokkasaari är en ö i Finland. Den ligger i sjön Kyyvesi och i kommunen Sankt Michel i den ekonomiska regionen  S:t Michel och landskapet Södra Savolax, i den södra delen av landet, 220 km nordost om huvudstaden Helsingfors. Öns area är 2,4 hektar och dess största längd är 400 meter i sydöst-nordvästlig riktning.